# Invasión de Polonia
La invasión de Polonia, también conocida como la Campaña de Septiembre, Campaña Polaca, guerra de Polonia de 1939, y guerra de defensa de Polonia de 1939  (1 de septiembre-6 de octubre de 1939), fue un ataque conjunto contra la Segunda República polaca por parte de la Alemania nazi, la República Eslovaca, y la Unión Soviética; que marcó el inicio de la Segunda Guerra Mundial. La invasión alemana comenzó el 1 de septiembre de 1939, una semana después de la firma del Pacto Ribbentrop-Mólotov entre Alemania y la Unión Soviética, y un día después de que el Sóviet Supremo de la Unión Soviética hubiera aprobado el pacto. Los soviéticos invadieron Polonia el 17 de septiembre. La campaña terminó el 6 de octubre con la división y anexión por parte de Alemania y la Unión Soviética de toda Polonia según los términos del Tratado Germano-Soviético de Amistad, Cooperación y Demarcación. La invasión también se conoce en Polonia como campaña de septiembre (en polaco: kampania wrześniowa) o guerra defensiva de 1939 (en polaco: wojna obronna 1939 roku) y en Alemania como campaña de Polonia (en alemán: Überfall auf Polen, Polenfeldzug).
Las fuerzas alemanas invadieron Polonia desde el norte, sur y oeste la mañana siguiente al incidente de Gleiwitz. Las fuerzas del ejército eslovaco avanzaron junto a los alemanes en el norte de Eslovaquia. A medida que la Wehrmacht avanzaba, las fuerzas polacas se retiraban de sus bases de operaciones avanzadas cercanas a la frontera entre Alemania y Polonia hacia líneas de defensa más establecidas al este. Tras la derrota polaca a mediados de septiembre en la batalla de Bzura, los alemanes obtuvieron una ventaja indiscutible. Las fuerzas polacas entonces se replegaron al sureste donde se prepararon para una larga defensa de la Cabeza de Puente Rumana y esperaron el apoyo y socorro de Francia y el Reino Unido. El 3 de septiembre, basándose en sus acuerdos de alianza con Polonia, el Reino Unido y Francia declararon la guerra a Alemania; al final su ayuda a Polonia fue muy limitada. Francia invadió una pequeña parte de Alemania en la Ofensiva del Sarre, y el ejército polaco fue efectivamente derrotado incluso antes de que la Fuerza Expedicionaria Británica fuera transportada a Europa, con el grueso de la BEF en Francia a finales de septiembre.
El 17 de septiembre, el Ejército Rojo soviético invadió Polonia Oriental, el territorio más allá de la Línea Curzon que caía en la "esfera de influencia" soviética según el protocolo secreto del Pacto Mólotov-Ribbentrop; esto dejó obsoleto el plan de defensa polaco. Enfrentado a un segundo frente, el gobierno polaco llegó a la conclusión de que la defensa de la cabeza de puente rumana ya no era viable y ordenó una evacuación de emergencia de todas las tropas a Rumania neutral. El 6 de octubre, tras la derrota polaca en la batalla de Kock, las fuerzas alemanas y soviéticas se hicieron con el control total de Polonia. El éxito de la invasión marcó el fin de la Segunda República Polaca, aunque Polonia nunca se rindió formalmente.
El 8 de octubre, tras un período inicial de administración militar, Alemania se anexionó directamente el oeste de Polonia y la antigua Ciudad Libre de Dánzig y puso el resto del territorio bajo la administración del recién establecido Gobierno General. La Unión Soviética anexionó sus zonas recién invadidas a Bielorrusa y Ucrania y de inmediato inició una campaña de sovietización. Tras la invasión, un colectivo de organizaciones de resistencia clandestinas formó el Estado Secreto Polaco en el territorio del antiguo Estado polaco. Muchos de los exiliados militares que escaparon de Polonia se unieron a las Fuerzas Armadas polacas en Occidente, una fuerza armada leal al Gobierno polaco en el exilio.

## Antecedentes
El 30 de enero de 1933, el Partido Nacionalsocialista Obrero Alemán, bajo su líder Adolf Hitler, llegó al poder en Alemania. Aunque algunos elementos disidentes dentro de la República de Weimar habían intentado durante mucho tiempo anexionarse territorios pertenecientes a Polonia, fue una idea propia de Hitler y no una realización de ningún plan de Weimar anterior a 1933 para invadir y dividir Polonia, anexionar Bohemia y Austria, y crear satélite o Estado títere económicamente subordinados a Alemania. Como parte de esta política a largo plazo, Hitler persiguió al principio una política de acercamiento a Polonia, intentando mejorar la opinión en Alemania, que culminó en el Pacto de no agresión germano-polaco de 1934. Anteriormente, la política exterior de Hitler trabajó para debilitar las relaciones franco-polacas e intentó maniobrar para que Polonia se uniera al Pacto Antikomintern, formando un frente de cooperación contra la Unión Soviética. A Polonia se le concedería territorio al noreste de Ucrania y Bielorrusia si accedía a hacer la guerra contra la Unión Soviética, pero las concesiones que se esperaba que hicieran los polacos significaban que su patria pasaría a depender en gran medida de Alemania, funcionando como poco más que un estado cliente. Los polacos temían que su independencia se viera totalmente amenazada; históricamente Hitler ya había denunciado el derecho de Polonia a la independencia en 1930, escribiendo que los polacos y los checos eran una "chusma que no vale ni un penique más que los habitantes de Sudán o la India. Cómo pueden exigir los derechos de estados independientes?".
La población de la Ciudad Libre de Dánzig estaba totalmente a favor de la anexión a Alemania, al igual que muchos de los habitantes de etnia alemana del territorio polaco que separaba el exclave alemán de Prusia Oriental del resto del Reich. El corredor polaco constituía un territorio disputado durante mucho tiempo por Polonia y Alemania, y estaba habitado por una mayoría polaca. El Corredor había pasado a formar parte de Polonia tras el Tratado de Versalles. Muchos alemanes también querían que la ciudad portuaria de Dánzig y sus alrededores (que comprendían la Ciudad Libre de Dánzig) se reincorporaran a Alemania. La ciudad de Dánzig tenía una mayoría alemana, y había sido separada de Alemania después de Versalles y convertida en la Ciudad Libre nominalmente independiente. Hitler trató de utilizar esto como casus belli, una razón para la guerra, revertir las pérdidas territoriales posteriores a 1918, y en muchas ocasiones había apelado al nacionalismo alemán, prometiendo "liberar" a la minoría alemana que aún se encontraba en el Corredor, así como a Dánzig.
La invasión fue denominada por Alemania como la guerra defensiva de 1939 (Verteidigungskrieg) ya que Hitler proclamó que Polonia había atacado a Alemania y que "los alemanes en Polonia son perseguidos con un terror sangriento y son expulsados de sus hogares. La serie de violaciones fronterizas, insoportables para una gran potencia, demuestran que los polacos ya no están dispuestos a respetar la frontera alemana."
Polonia participó con Alemania en la partición de Checoslovaquia que siguió a los Acuerdos de Múnich, aunque no formaba parte del acuerdo. Coaccionó a Checoslovaquia para que entregara la región de Český Těšín emitiendo un ultimátum a tal efecto el 30 de septiembre de 1938, que fue aceptado por Checoslovaquia el 1 de octubre. Esta región era de mayoría polaca y había sido disputada entre Checoslovaquia y Polonia tras la Primera Guerra Mundial. La anexión polaca de territorio eslovaco (varios pueblos de las regiones de Čadca, Orava y Spiš) sirvió más tarde como justificación para que el Estado Eslovaco se uniera a la invasión alemana.
Hacia 1937, Alemania empezó a aumentar sus exigencias sobre Dánzig, al tiempo que proponía la construcción de una autopista extraterritorial, parte del sistema Reichsautobahn, para conectar Prusia Oriental con Alemania propiamente dicha, que discurriría por el Corredor Polaco. Polonia rechazó esta propuesta, temiendo que tras aceptar estas demandas, quedaría cada vez más sujeta a la voluntad de Alemania y en algún momento perdería su independencia como habían hecho los checos. Los líderes polacos también desconfiaban de Hitler. Los británicos también recelaban de la creciente fuerza y asertividad de Alemania, que amenazaba su estrategia de equilibrio de poder. El 31 de marzo de 1939, Polonia formó una alianza militar con el Reino Unido y con Francia, en la creencia de que la independencia y la integridad territorial polacas serían defendidas con su apoyo si se vieran amenazadas por Alemania. Por otro lado, el primer ministro británico Neville Chamberlain y su ministro de Asuntos Exteriores, Lord Halifax, aún esperaban llegar a un acuerdo con Hitler respecto a Dánzig (y posiblemente el Corredor Polaco). Chamberlain y sus partidarios creían que se podía evitar la guerra y esperaban que Alemania aceptara dejar en paz el resto de Polonia. También estaba en juego la hegemonía alemana sobre Europa Central. En privado, Hitler dijo en mayo que Dánzig no era la cuestión importante para él, sino la búsqueda del Lebensraum para Alemania.

### Ruptura de las conversaciones
Ante el aumento de las tensiones, Alemania recurrió a una diplomacia agresiva. El 28 de abril de 1939, Hitler se retiró unilateralmente del pacto de no agresión germano-polaco de 1934 y del Acuerdo naval anglo-germano de 1935. Las conversaciones sobre Dánzig y el corredor se rompieron y pasaron meses sin interacción diplomática entre Alemania y Polonia. Durante este periodo intermedio, los alemanes se enteraron de que Francia y Gran Bretaña no habían conseguido una alianza con la Unión Soviética contra Alemania, y que la Unión Soviética estaba interesada en una alianza con Alemania contra Polonia. Hitler ya había dado órdenes de prepararse para una posible "solución del problema polaco por medios militares" a través del escenario Caso Blanco.[cita requerida]
En mayo, en una declaración a sus generales mientras estaban en plena planificación de la invasión de Polonia, Hitler dejó claro que la invasión no se produciría sin resistencia como había ocurrido en Checoslovaquia:

Con pequeñas excepciones se ha logrado la unificación nacional alemana. Otros éxitos no pueden lograrse sin derramamiento de sangre. Polonia siempre estará del lado de nuestros adversarios... Dánzig no es el objetivo. Se trata de ampliar nuestro espacio vital en el este, de asegurar nuestro suministro de alimentos y de resolver el problema de los países bálticos. Para disponer de alimentos suficientes hay que tener zonas poco pobladas. Por lo tanto, no es cuestión de perdonar a Polonia, y la decisión sigue siendo atacar Polonia a la primera oportunidad. No podemos esperar que se repita lo de Checoslovaquia. Habrá lucha.

.

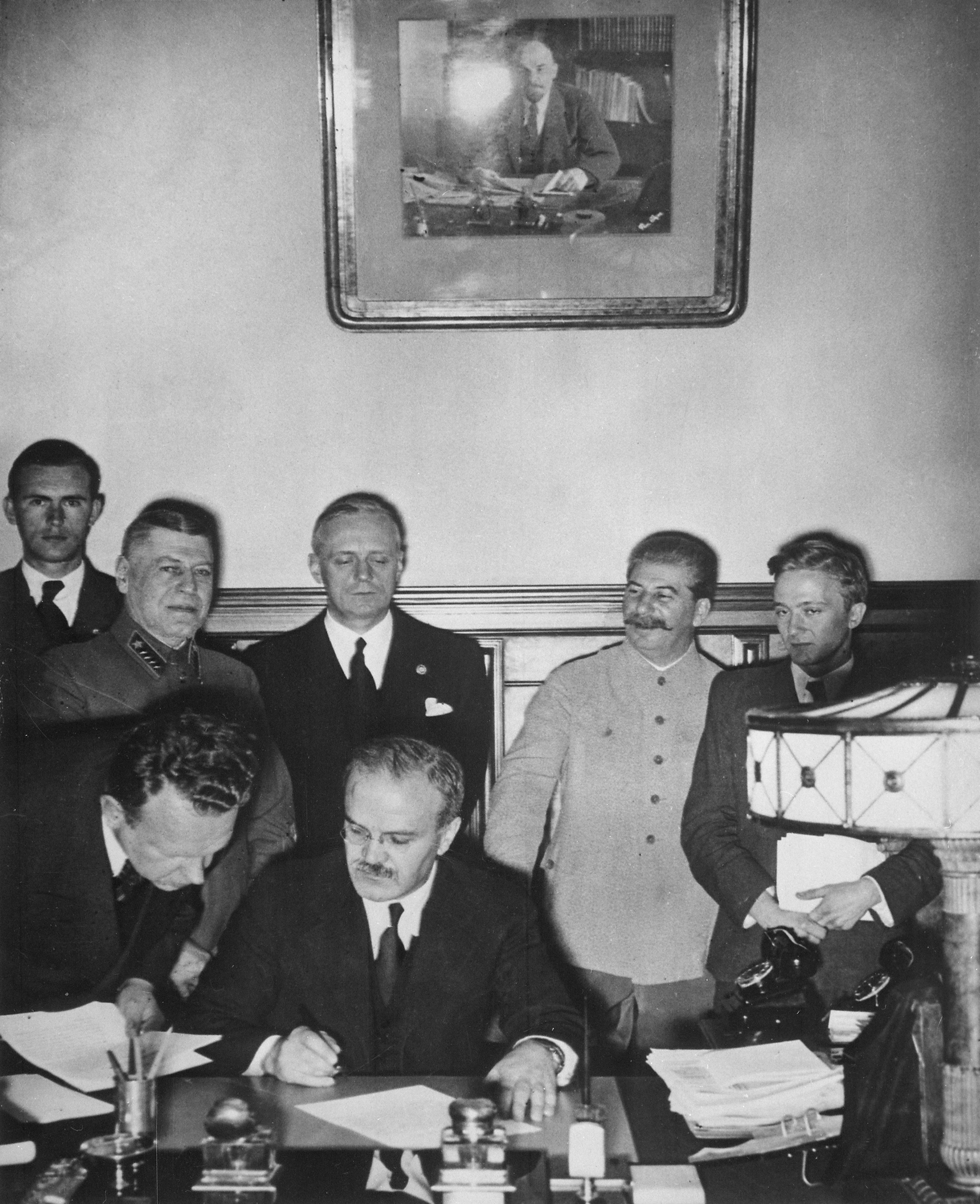
Viacheslav Mólotov firma el Pacto Mólotov-Ribbentrop, un pacto de no agresión germano-soviético.

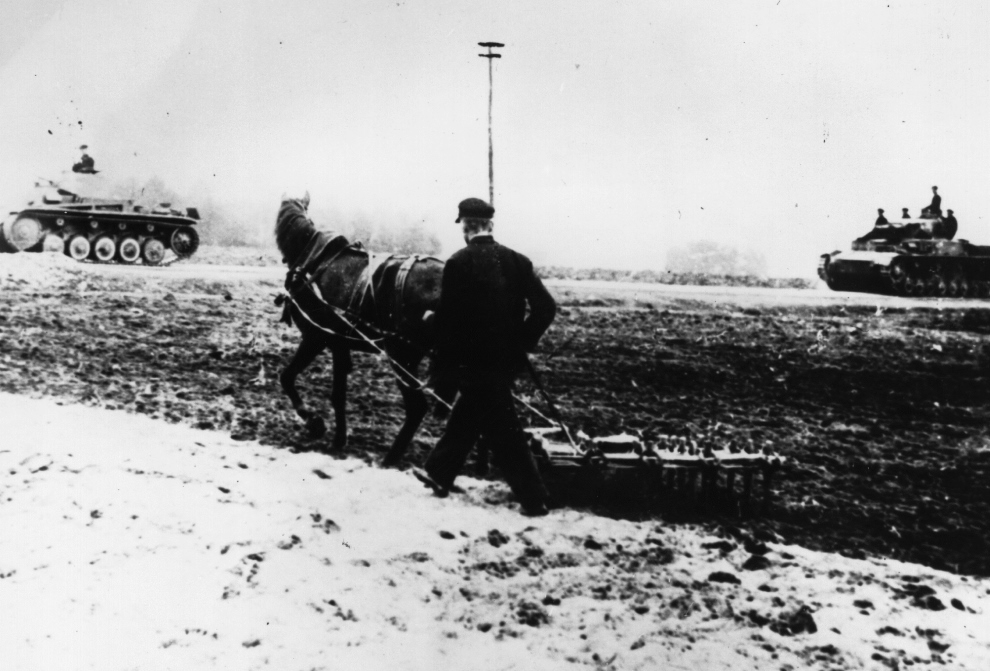
Un granjero polaco quedó claramente sorprendido por el ataque de los tanques alemanes en septiembre de 1939.

El 22 de agosto, poco más de una semana antes del inicio de la guerra, Hitler pronunció un discurso ante sus mandos militares en el Obersalzberg:

El objetivo de la guerra es... destruir físicamente al enemigo. Por eso he preparado, por el momento sólo en el Este, mis 'Cabezas de la Muerte' con órdenes de matar sin piedad ni misericordia a todos los hombres, mujeres y niños de ascendencia o lengua polaca. Sólo así podremos obtener el espacio vital que necesitamos.

Con la sorpresiva firma del Pacto Mólotov-Ribbentrop el 23 de agosto, resultado de conversaciones secretas nazi-soviéticas celebradas en Moscú, Alemania neutralizó la posibilidad de oposición soviética a una campaña contra Polonia y la guerra se hizo inminente. De hecho, los soviéticos acordaron no ayudar a Francia ni al Reino Unido en caso de que entraran en guerra con Alemania por Polonia y, en un protocolo secreto del pacto, los alemanes y los soviéticos acordaron dividir Europa Oriental, incluida Polonia, en dos esferas de influencia; el tercio occidental del país iría a Alemania y los dos tercios orientales a la Unión Soviética.
En un principio, el asalto alemán debía comenzar a las 4:00 de la madrugada del 26 de agosto. Sin embargo, el 25 de agosto se firmó el pacto de defensa común polaco-británico como anexo a la alianza militar franco-polaca. En este acuerdo, Reino Unido se comprometía a la defensa de Polonia, garantizando preservar la independencia polaca. Al mismo tiempo, los británicos y los polacos insinuaban a Berlín que estaban dispuestos a reanudar las conversaciones, en absoluto como Hitler esperaba enmarcar el conflicto. Así, vaciló y pospuso su ataque hasta el 1 de septiembre, consiguiendo de hecho detener toda la invasión "en pleno salto".

Divisiones previstas y reales de Polonia, según el Pacto Mólotov-Ribbentrop, con ajustes posteriores

Sin embargo, hubo una excepción: en la noche del 25 al 26 de agosto, un grupo de sabotaje alemán que no había oído nada sobre un retraso de la invasión realizó un ataque contra el paso de Jablunkov y la estación de ferrocarril de Mosty en Silesia. En la mañana del 26 de agosto, este grupo fue rechazado por las tropas polacas. La parte alemana describió todo esto como un incidente "causado por un individuo demente" (véase incidente de Jabłonków).
El 26 de agosto, Hitler intentó disuadir a británicos y franceses de interferir en el conflicto que se avecinaba, prometiendo incluso que las fuerzas de la Wehrmacht se pondrían a disposición del imperio británico en el futuro. Las negociaciones convencieron a Hitler de que había pocas posibilidades de que los aliados occidentales declararan la guerra a Alemania, e incluso si lo hacían, debido a la falta de "garantías territoriales" a Polonia, estarían dispuestos a negociar un compromiso favorable a Alemania tras su conquista de Polonia. Mientras tanto, el aumento del número de sobrevuelos de aviones de reconocimiento de gran altitud y los movimientos transfronterizos de tropas indicaban que la guerra era inminente.

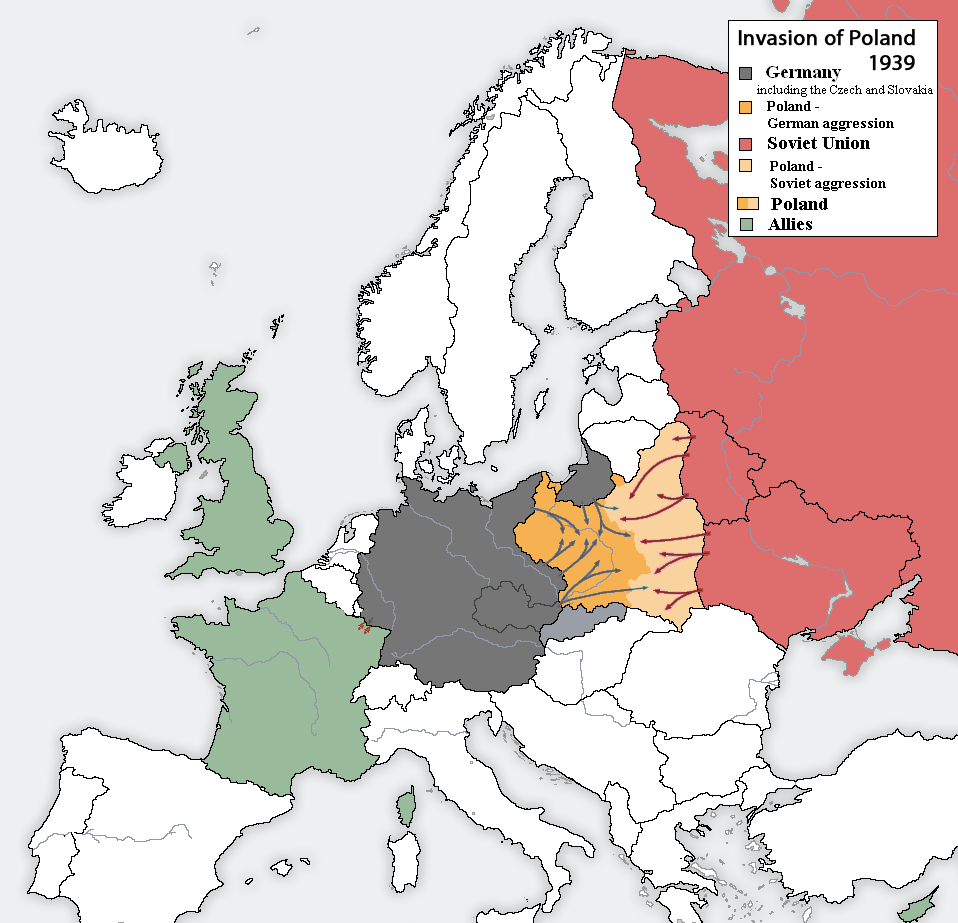
El mapa muestra el comienzo de la parte europea de la Segunda Guerra Mundial en septiembre de 1939.

El 29 de agosto, incitada por los británicos, Alemania emitió una última oferta diplomática, con el Fall Weiss aún pendiente de reprogramación. Esa tarde, el gobierno alemán respondió en un comunicado que su objetivo no era sólo la restauración de Dánzig, sino también del Corredor Polaco (que no había formado parte anteriormente de las demandas de Hitler), además de la salvaguarda de la minoría alemana en Polonia. Dijo que estaban dispuestos a iniciar negociaciones, pero indicó que un representante polaco con poder para firmar un acuerdo tenía que llegar a Berlín al día siguiente, mientras tanto elaboraría una serie de propuestas. El gabinete británico se alegró de que se hubiera llegado a un acuerdo sobre las negociaciones pero, consciente de cómo Emil Hácha había sido obligado a firmar la renuncia de su país en circunstancias similares unos meses antes, consideró que la exigencia de la llegada inmediata de un representante polaco con plenos poderes para firmar era un ultimátum inaceptable. En la noche del 30 al 31 de agosto, el ministro alemán de Asuntos Exteriores Joachim von Ribbentrop leyó una propuesta alemana de 16 puntos al embajador Nevile Henderson. Cuando el embajador solicitó una copia de las propuestas para transmitirlas al gobierno polaco, Ribbentrop se negó, alegando que el representante polaco solicitado no había llegado a medianoche. Cuando el embajador polaco Lipski fue a ver a Ribbentrop más tarde, el 31 de agosto, para indicarle que Polonia estaba favorablemente dispuesta a las negociaciones, anunció que no tenía plenos poderes para firmar, y Ribbentrop le despidió. Se difundió entonces que Polonia había rechazado la oferta de Alemania, y las negociaciones con Polonia llegaron a su fin. Hitler emitió órdenes para que la invasión comenzara poco después.
El 29 de agosto, el ministro polaco de Asuntos Exteriores, Józef Beck ordenó la movilización militar, pero bajo la presión de Reino Unido y Francia, la movilización fue cancelada. Cuando se inició la movilización definitiva, ésta aumentó la confusión.
El 30 de agosto, la Armada polaca envió su flotilla de destructores a Reino Unido, ejecutando la Operación Pekín. El mismo día, el mariscal de Polonia Edward Rydz-Śmigły anunció la movilización de las tropas polacas. Sin embargo, fue presionado para revocar la orden por los franceses, que al parecer aún esperaban un acuerdo diplomático, sin darse cuenta de que los alemanes estaban totalmente movilizados y concentrados en la frontera polaca. Durante la noche del 31 de agosto, el incidente de Gleiwitz, un ataque de falsa bandera contra la estación de radio, fue escenificado cerca de la ciudad fronteriza de Gleiwitz en Alta Silesia por unidades alemanas que se hicieron pasar por tropas polacas, como parte de la más amplia Operación Himmler. El 31 de agosto, Hitler ordenó que las hostilidades contra Polonia comenzaran a las 4:45 de la mañana siguiente. Sin embargo, en parte debido a la paralización anterior, Polonia finalmente sólo consiguió movilizar alrededor del 70% de sus fuerzas previstas (sólo unos 900.000 de los 1.350.000 soldados que tenía previsto movilizar en primer orden), y debido a ello muchas unidades aún estaban formándose o trasladándose a sus posiciones designadas en el frente. La movilización tardía redujo la capacidad de combate del Ejército polaco en aproximadamente 1/3.